# Куриловка (Пензенская область)
Куриловка — деревня в Вадинском районе Пензенской области России. Входит в состав Большелукинского сельсовета.

## География
Деревня находится в северо-западной части Пензенской области, в пределах восточной окраины Окско-Донской низменности, в лесостепной зоне, к востоку от реки Лаки, на расстоянии примерно 7 километров (по прямой) к северо-западу от села Вадинска, административного центра района.
Климат
Климат характеризуется как умеренно континентальный. Средняя температура воздуха самого холодного месяца (января) составляет −11,5 °C (абсолютный минимум — −44 °С); самого тёплого месяца (июля) — 19,5 °C (абсолютный максимум — 38 °С). Продолжительность безморозного периода составляет 133 дня. Годовое количество атмосферных осадков — 467 мм. Снежный покров держится в среднем 141 день.

## История
Возникла во второй половине XVII века как поселение служилых людей Керенской оборонительной черты. Упоминается в 1710 году как деревня пахотных солдат. В 1746 году население Куриловки составляли однодворцы. Жители являлись прихожанами Покровской церкви села Нагорная Лака.
По состоянию на 1911 год в деревне, относившейся к Керенской волости Керенского уезда, имелись: одно крестьянское общество, 86 дворов, земская школа, ветряная мельница и две кузницы. Население села того периода составляло 348 человек. По данным 1955 года в Куриловке располагалась бригада колхоза имени Молотова.

## Население
| 2010 |
| ---- |
| 10   |

Половой состав
По данным Всероссийской переписи населения 2010 года в гендерной структуре населения мужчины составляли 40 %, женщины — соответственно 60 %.
Национальный состав
Согласно результатам переписи 2002 года, в национальной структуре населения русские составляли 100 % из 45 чел.

## Улицы
Уличная сеть деревни состоит из одной улицы (ул. Садовая).